# Devadatta ducatrix
Devadatta ducatrix – gatunek ważki z rodziny Devadattidae.
Owad znany z Laosu, północnego Wietnamu i chińskiego regionu autonomicznego Guangxi.